# Antiochos X Eusebes
Antiochos X Eusebes Philopator (tiếng Hy Lạp: Ἀντίοχος Εὐσεβής Φιλοπάτωρ, Antíochos Efsevís Filopátor; k. 113–92 hoặc 88 TCN) là một vị vua của nhà Seleukos đã cai trị Syria thời kỳ Hy Lạp hóa từ khoảng năm 95 TCN cho đến năm 92 hoặc 89/88 TCN Tây lịch (tức là năm 224 SE theo lịch Seleukos). Antiochos X là con trai của Antiochos IX và được cho rằng là con của Cleopatra IV, người vợ Ai Cập của Antiochos IX. Ông sống trong một thời kỳ mà vương triều Seleukos ở Syria đã bắt đầu tan rã, đánh dấu bởi nội chiến liên miên và bởi sự can thiệp của ngoại bang như vương triều Ptolemaios ở Ai Cập và bởi những cuộc xâm lăng của người Parthia. Cha ông Antiochos IX đã bị giết vào năm 95 TCN dưới tay của Seleukos VI, con trai của Antiochos VIII, người là anh trai cùng cha khác mẹ cũng như là đối thủ của ông. Antiochos X sau đó đã phải chạy nạn đến thành phố Aradus và tự lập làm vua ở đó. Tại đây, ông đã chiêu mộ binh mã và cuối cùng đã tấn công và giết chết Seleukos VI, qua đó báo thù cho cha.
Tuy nhiên Antiochos X lại không có được một triều đại yên ổn khi ông phải đối mặt với ba người em của Seleukos VI là Antiochos XI, Philippos I và Demetrios III. Năm 93 TCN, Antiochos X bất ngờ thất bại trước Antiochos XI và buộc phải bỏ kinh đô Antiochia mà chạy. Vài tháng sau, Antiochos X khởi binh tái chiếm kinh đô và giết được Antiochos XI. Điều này dẫn đến việc cả Philippos I và Demetrios III đều đồng thời tham chiến. Cuộc nội chiến vẫn tiếp diễn nhưng kết quả cuối cùng của nó là không rõ ràng do các tư liệu của các sử gia cổ đại đều mâu thuẫn lẫn nhau. Antiochos X kết hôn với mẹ kế của mình là Cleopatra Selene và có nhiều con với bà, trong đó có một vị vua tương lai là Antiochos XIII.
Cái chết của Antiochos X hiện vẫn đang nằm trong bí ẩn. Năm mất theo truyền thống của ông được các học giả hiện đại xác định là 92 TCN, nhưng cũng có những số liệu khác gồm cả năm 224 SE (89/88 TCN). Nguồn tư liệu đáng tin cậy nhất về cái kết của ông là tác phẩm của nhà sử học thế kỷ I Iosephus. Theo Iosephus, Antiochos X đã đông chinh để đánh người Parthia đang tấn công một nữ hoàng tên là Laodike. Danh tính của nữ hoàng này và bộ tộc của bà vẫn là một chủ đề tranh luận của các học giả. Theo các tư liệu khác như nhà sử học Hy Lạp cổ đại Appianos thì Antiochos X đã bị vua Armenia Tigranes II đánh bại và mất nước. Nhưng theo sử gia thế kỷ III Eusebius thì Antiochos X đã bị anh em họ của mình đánh bại và phải chạy đến đất Parthia sống lưu vong ở đó trước khi nhờ người La Mã giúp đỡ đưa mình trở lại ngai vàng. Các học giả hiện đại thiên về ghi chép của Iosephus hơn và nghi ngờ gần như tất cả các phiên bản được các sử gia cổ đại khác trình bày. Bằng chứng dựa trên những nghiên cứu về tiền cổ cho thấy Antiochos X đã được kế vị bởi Demetrios III, người đã giành quyền kiểm soát kinh đô Antiochia từ k. 225 SE (88/87 TCN).

## Xuất thân, thời niên thiếu và tên gọi

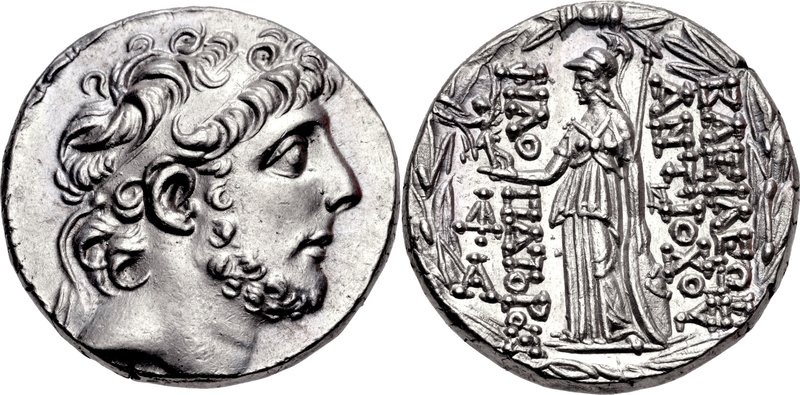
Đồng bạc của Antiochos IX, cha của Antiochos X

Thế kỷ II TCN đã chứng kiến sự tan rã của vương triều Seleukos có trung tâm ở Syria từng có một giai đoạn hùng cường. Nguyên nhân của sự xuống dốc này có thể giải thích bởi những cuộc xung đột trong nội bộ vương tộc vốn gần như không có dấu hiệu chấm dứt và sự can thiệp từ các thế lực ngoại bang như Ai Cập và La Mã. Giữa tình cảnh nội chiến liên tiếp xảy ra, vùng đất Syria bị vỡ ra thành từng mãnh, mỗi vùng do một thành viên vương tộc tự lập cát cứ. Những người này đều tuyên bố mình chính là vua chính thống mà tranh giành vương vị, khiến đất nước chia năm xẻ bảy. Vào năm 113 TCN, Antiochos IX tự lập làm vua, đối lập với người anh/em cùng cha khác mẹ là Antiochos VIII. Hai bên huynh đệ tương tàn, đánh nhau không ngừng nghỉ trong một thập kỹ rưỡi cho đến khi Antiochos VIII bị giết năm 96 TCN. Năm sau, con trai của Antiochos VIII là Seleukos VI khởi binh đánh Antiochos IX và giết chết ông ở gần kinh đô Antiochia của Syria.
Ai Cập và Syria trong khoảng thời gian này vẫn tiếp tục kết thông gia với nhau để duy trì hoà bình giữa hai nước. Antiochos IX đã kết hôn nhiều lần: trong số những người vợ được biết đến có em gái họ của ông là Cleopatra IV của Ai Cập, hai người đã kết hôn với nhau năm 114 TCN và em gái của bà là Cleopatra Selene, người cũng là góa phụ của Antiochos VIII. Một số sử gia như John D. Grainger đã giữ vững lập trường rằng Antiochos IX còn có một người vợ đầu và cũng là mẹ của Antiochos X. Các sử gia khác như Auguste Bouché-Leclercq thì cho rằng Cleopatra IV mới là người vợ đầu tiên cũng như là mẹ của con trai của Antiochus IX. Trong trường hợp như vậy thì Antiocos X có lẽ phải sinh ra vào khoảng năm 113 TCN. Tuy nhiên những lập luận trên đều không dựa vào cơ sở nào vì mẹ của Antiochos X không hề được nhắc đến trong các nguồn thời cổ. Có tổng cộng 13 vị vua nhà Seleukos mang cùng mang cái tên Antiochos. Kinh đô của vương quốc Antiochia cũng được đặt tên dựa trên Antiochos, thân sinh của vua khai quốc Seleukos I Nikator. Trong tiếng Hy Lạp, Antiochos – Ἀντίοχος – được cấu tạo từ hai thành phần là ἀντί (antí), có nghĩa "đối lập", "trái với" hay "thay vì" và ἔχω (ékhō), nghĩa là "sở hữu", "của chính mình" hay "nắm", "giữ" và hậu tố -ος. Do mỗi từ đều có nhiều ý nghĩa khác nhau, các tài liệu khác nhau đều không thống nhất về ý nghĩa của cái tên này. Nếu dùng các nghĩa phổ biến nhất của mỗi từ trên mà dịch ra, thì Ἀντίοχος có nghĩa là "người chống đối việc sở hữu thứ gì đó". Nhà ngôn ngữ học người Anh Alan S. C. Ross thì cho rằng Antiochos có nghĩa là "luận điệu kiên quyết" (resolute in contention). Trong khi đó, Thành viên của Hội Địa lý Hoàng gia Anh, John Everett-Heath, khi giải thích về tên gọi của thành phố Antiochia có giải thích rằng tên gọi Antiochos có nghĩa là "Người chạy nhanh", khi cho rằng οχος còn có nghĩa khác là "xe ngựa".

## Cai trị

Syria bị phân chia k. 92 TCN

Theo Iosephus, sau cái chết của cha mình, Antiochos X đã đến thành Aradus và tự lập làm vua tại đây; Antiochos trước khi đối đầu với Seleukos VI có thể đã lệnh cho con trai đến đây bảo đảm an toàn. Aradus đã là một thành bang độc lập kể từ năm 137 TCN, điều này có nghĩa là Antiochos X đã liên minh với họ vì rõ ràng là ông không có khả năng để đánh chiếm nó vào thời điểm này bằng vũ lực. Khi hậu dụê của Antiochos VIII và Antiochos IX đánh nhau vì Syria, họ đã thể hiện bản thân giống cha của mình để cố gắng thể hiện tính hợp pháp của mình; Những hình chân dung của Antiochos X trên tiền mà ông phát hành cho thấy ông có mũi ngắn, hơi nhếch lên giống cha ông. Các vị vua Hy Lạp cổ không sử dụng số thứ tự để phân biệt mà thay vào đó họ sử dụng ngoại hiệu để phân biệt với những vị vua khác có cùng tên. Cách tính số thứ tự vua chúa là một thông lệ thời hiện đại. Trên những đồng tiền của mình, Antiochos xuất hiện với ngoại hiệu Eusebes ("ngoan đạo", "mộ đạo") và Philopator ("người yêu thương cha [của mình]"). Theo lời của sử gia thế kỷ II Appianos thì ông đã được dân chúng Syria xưng tụng là Eusebes do ông đã thoát khỏi vụ ám sát bởi Seleukos VI. Để giải thích cho sự thoát chết đó họ đã cho rằng Antiochus X đã tích góp nhiều công đức nên ông thoát được kiếp nạn này dưới sự bảo vệ của thánh thần. Tuy nhiên, trên thực tế thì Antiochus X được một cô gái thanh lâu mà ông yêu cứu nạn.
Khi mới ban đầu lên ngôi vào năm 218 SE tức năm 95/94 TCN, Antiochos X đang trong cảnh túng thiếu đủ thứ và đặc biệt là thiếu vợ. Vì thế mà ông đã quyết định lấy một người phụ nữ có thể cung cấp cho ông thứ mà ông cần và người đó là người mẹ kế và cũng chính là dì ruột của ông (trong trường hợp ông đúng là con của Cleopatra IV) – Cleopatra Selene. Antiochos X vào lúc này có lẽ chưa quá 20 trong khi vợ ông đã ở tuổi tứ tuần và đã qua bốn đời chồng. Con trai lấy mẹ kế kiểu này không phải là chưa từng có trong chiều dài lịch sử nhà Seleukos, vì Antiochos I cũng đã từng kết hôn với thê tử Stratonike của cha mình. Tuy vậy, cuộc kết hôn giữa Antiochos X và mẹ kế kiêm dì lại rất tai tiếng. Appianos nhận xét rằng người Syria có lẽ đã đùa khi xưng tụng Antiochos X là Eusebes, họ trên thực tế chế giễu đạo đức ông ta khi thể hiện lòng hiếu thảo và trung thành với cha bằng cách lấy vợ ông ấy. Appianos kết luận rằng là "sự báo thù của thánh thần" vì cuộc hôn nhân của ông ta cuối cùng đã dẫn đến thất bại của Antiochos X.

### Lần cai trị thứ nhất ở Antiochia

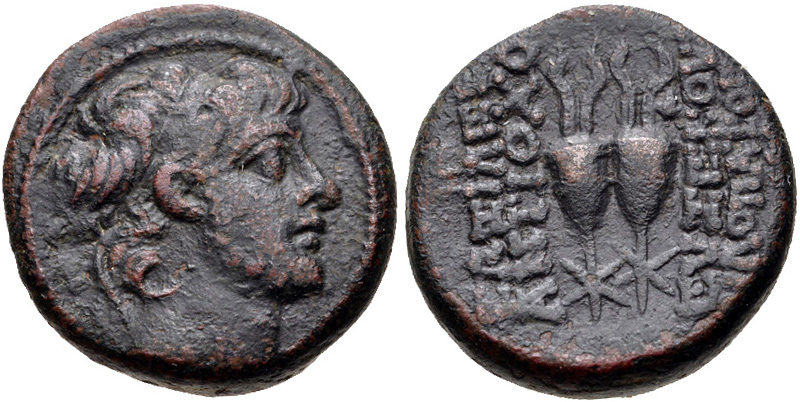
Antiochos X để râu.

Một trong những hành động đầu tiên mà Antiochos X đã triển khai là báo thù cho cha. Năm 94 TCN, ông suất binh đánh thẳng kinh đô Antiochia khiến Seleukos VI phải tháo chạy khỏi miền bắc Syria để đến Cilicia (miền nam Thổ Nhĩ Kỳ ngày nay). Theo Eusebius thì trận đánh cuối cùng giữa Antiochos X và Seleukos VI đã diễn ra ở gần thành phố Mopsuestia ở Cilicia với kết quả thắng lợi thuộc về Antiochos X trong khi Seleukos phải chạy đến xin lánh nạn trong thành phố nơi ông phải bỏ mạng trong một cuộc nổi dậy.
Dưới thời Seleukos có một tục lệ đó là tiền phát hành trong giai đoạn mà quân vương phải động binh đánh quân phản nghịch hoặc kẻ thù thì sẽ được đúc chân dung nhà vua để râu. Và thứ được cho là đồng tiền bằng đồng đầu tiên của Antiochos X cho thấy ông đang có mang bộ râu quăn, trong khi những đồng tiền được phát hành sau đó miêu tả Antiochos X cạo nhẵn, gợi ý việc nhà vua lúc bấy giờ đã kiểm soát chặt chẽ vương quốc của mình. Đầu năm 93 TCN, hai em của Seleukos VI, tức Antiochos XI và Philippos I, đã thù cho anh trai bằng xua quân cướp bóc của cải, tàn phá thành phố Mopsuestia. Antiochos XI sau đó đã đem quân đánh vào Antiochia và đánh bại Antiochos X khiến ông phải bỏ thành mà chạy. Antiochos XI chiếm được kinh đô và cai trị ở đây vài tháng.

### Lần cai trị thứ hai ở Antiochia

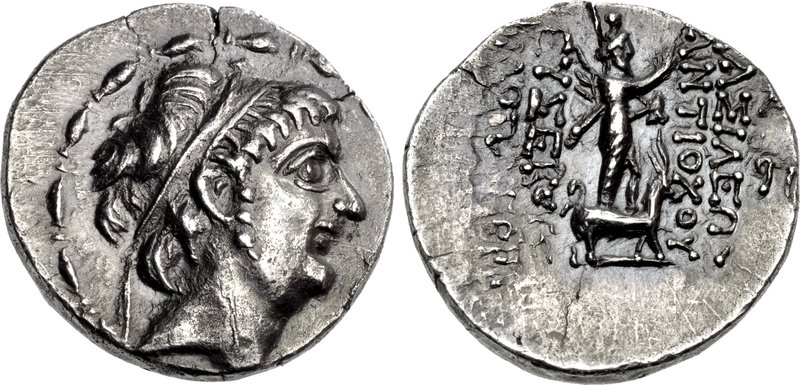
Tiền của Antiochos X đúc ở Tarsus

Antiochos X sau khi thua trận phải tháo chạy liền ra sức chiêu mộ binh sĩ và đưa quân tiến đánh Antiochia ngay trong năm đó. Bị tấn công đột ngột, Antiochos XI thua trận, trên đường tẩu thoát thì chết đuối khi đang cố gắng vượt sông Orontes. Lúc này Antiochos X đã giành phần cai trị khu vực miền bắc Syria và Cilicia. Cũng trong thời gian đó, thành Mopsuestia cho đúc tiền với chữ "tự trị" được khắc lên. Vị thế chính trị mới này dường như là một đặc ân mà thành phố được Antiochos X ban tặng. Để trả ơn đối với vai trò của Mopsuestia trong việc trừ khử Seleukos VI, ông dường như không chỉ không chỉ xây dựng lại thành phố, mà còn bù đắp cho những thiệt hại mà nó phải chịu dưới bàn tay của anh em Seleukos VI. Theo quan điểm của nhà cổ tệ học Hans von Aulock, một số đồng tiền được đúc ở Mopsuestia có thể được đúc kèm chân dung của Antiochos X. Các thành phố khác đúc tiền đúc dân sự của riêng họ dưới sự cai trị của nhà vua, bao gồm cả Tripolis, Berytus, và có lẽ là thành phố tự trị Ascalon.
Tại thủ đô, Antiochos X có thể chịu trách nhiệm xây dựng thư viện và bảo tàng đi kèm theo mô hình của Thư viện Alexandria. Philippos I có lẽ lúc này đang đặt triều đình ở Beroea. Ông được anh trai mình là Demetrios III, người cũng đang xưng vương ở Damascus, ủng hộ. Hai anh em hành quân về phía bắc có lẽ vào mùa xuân năm 93 TCN. Antiochos X phải đối mặt với sự kháng cự quyết liệt từ hai người anh em họ của mình. Vào năm 220 SE (93/92 TCN), thành phố Damascus đã ngừng phát hành tiền nhân danh Demetrios III, nhưng được tiếp tục lại vào năm sau đó. Đây có thể là kết quả của sự tấn công bất ngờ đến từ Antiochos X, khiến cho thực lực của anh em Demetrios III bị hao kiệt và khiến thành Damascus dễ dàng bị vua Do Thái Alexander Jannaeus tấn công.

## Con cái
Chính trị gia người La Mã Cicero đã viết về hai người con trai của Antiochos X và Cleopatra Selene đã đến thăm Roma lúc bấy giờ (giữa 75 và 73 TCN). Một trong số họ được cũng mang tên Antiochos. Ngoài hai người con trai kia ra thì nhà vua cũng có thể đã có một cô con gái với vợ mình. Dựa trên tư liệu ghi chép của nhà sử học thế kỷ thứ nhất Plutarchus thì vua Armenia, Tigranes II, người đã giết chết Cleopatra Selene vào năm 69 TCN, "đã đồ sát hậu nhân của Seleukos và [mang theo] thê tử và con gái của họ bỏ vào lao ngục". Tuyên bố này cho phép chúng ta khẳng định rằng Antiochos X có ít nhất một con gái với vợ mình.
- Antiochus XIII: được đề cập bởi Cicero.[59] Ngoại hiệu của ông khiến người ta phải đặt câu hỏi liệu Antiochos X có bao nhiêu con trai với cái tên như thế.[60] Khi Antiochos XIII phát hành tiền dưới tư cách là người cai trị duy nhất, ông đã sử dụng ngoại hiệu Philadelphos ("người yêu thương anh em trai [của mình]"), nhưng trên đồng tiền đúc chân dung kép cho thấy Cleopatra Selene là nhiếp chính cùng với một người con tên là Antiochos sử dụng ngoại hiệu Philometor ("người yêu thương mẹ [của mình]").[60] Nhà sử học Kay Ehling [de] đồng ý với quan điểm của Bouché-Leclercq và cho rằng hai người con trai, cả hai đều tên mang tên giống nhau, là kết quả từ cuộc hôn nhân của Antiochos X và Cleopatra Selene.[60] Cicero mặt khác có đề cập đến vị hoàng tử thứ hai nhưng không nói tên gì, chứng tỏ rằng Antiochos chỉ là tên của một vị hoàng tử duy nhất.[56] Lý thuyết của Ehling là có thể nhưng chỉ khi "Antiochus Philometor" mới là hoàng tử được Cicero đề cập đến và người anh trai, người vốn có một tên khác, đã cũng đã lấy tên Antiochos để giống những người tiền nhiệm kèm với ngoại hiệu Philadelphos khi ông nối ngôi sau khi Antiochos Philometor mất.[59] Theo quan điểm của nhà sử học Adrian Dumitru, một kịch bản như vậy rất phức tạp; nhiều khả năng, Antiochos XIII mang hai ngoại hiệu khác nhau, Philadelphos và Philometor.[59] Một số nhà cổ tệ học, chẳng hạn như Oliver D. Hoover [en], Catharine Lorber và Arthur Houghton đều đồng ý rằng cả hai ngoại hiệu trên đều là của Antiochos XIII.[61]
- Seleukos VII: nhà cổ tệ học Brian Kritt đã giải mã và giới thiệu một đồng xu kép mới được phát hiện mang chân dung của Cleopatra Selene và một người đồng cai trị vào năm 2002.[62][63] Kritt đã giải mã và cho ra cái tên Seleukos Philometor và cho rằng người này chính là vị hoàng tử khuyết danh được Cicero nhắc tới.[64] Kritt đã đặt cho vị vua mới được phát hiện với tên hiệu là Seleukos VII.[65] Một vài học giả bao gồm Lloyd Llewellyn Jones và Michael Roy Burgess [de], đều đồng ý quan điểm của Kritt,[66][67] nhưng Hoover đã không chấp nhận bản giải mã Kritt vì cho rằng đồng xu bị hư hỏng nặng và một số chữ cái không thể giải mã được. Hoover giả định khác với một vị vua Antiochos, người mà ông xác nhận là cùng một người như Antiochos XIII.[63]
- Seleukos Kybiosaktes: vị hoàng tử không rõ danh tính được Cicero đề cập không xuất hiện trong ghi chép cổ đại khác.[68] Seleukos Kybiosaktes – một người đàn ông xuất hiện k. 58 TCN ở Ai Cập với tư cách là chồng của nữ hoàng Berenice IV – được các học giả ngày nay xác định là vị hoàng tử khuyết danh.[ghi chú 7][70] Theo nhà sử gia thế kỷ I TCN Strabo, Kybiosaktes thực chất mạo danh nguồn gốc vương tộc Seleukos.[68] Kritt thì cho rằng việc xác định Seleukos VII với Seleukos Kybiosaktes là hợp lý.[65]

## Kết thúc
Thông tin về Antiochos X sau cuộc đụng độ với Demetrios III là rất ít. Các tài liệu cổ đại và các học giả hiện đại đều đưa ra những thông tin lẫn con số khác nhau về kết cục của nhà vua. Kết cục của Antiochos X là "đã tử trận khi khởi binh đánh người Parthia" qua lời kể bởi Iosephus được các sử gia hiện đại coi là đáng tin cậy và có khả năng nhất. Phần lớn các học giả ngày nay chấp nhận năm 92 TCN là năm đánh dấu chấm hết cho Antiochos X:

### Qua đời

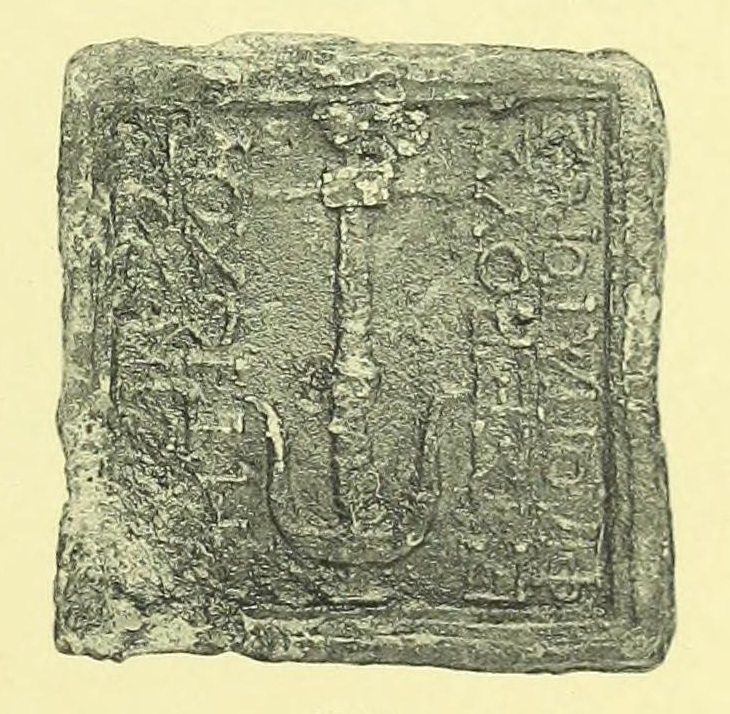
Cân đo ở chợ khắc tên Antiochos X, 92 TCN

Hiện chưa có đồng tiền nào được nhà vua phát hành ở Antiochia ghi rõ ngày tháng năm được phát hiện. Iosephus nói rằng nhà vua đã thất thế không lâu sau sự can thiệp từ Demetrios III, nhưng độ chính xác của lời nói này vẫn còn khá mơ hồ. Phần đông các học giả như Edward Theodore Newel đều hiểu rằng Iosephus đang chỉ đến năm 92 TCN. Theo Hoover thì Newell đã đưa ra lời tuyên bố này sau khi so sánh dữ liệu của Iosephus với Eusebius. Eusebius có ghi rằng vào năm 220 SE (93/92 TCN), Antiochos X đã bị Philippos I đuổi ra khỏi thành Antiochia. Tuy nhiên, Hoover lại không đồng tình với cách tính của Newells vì một cái cân đo trọng lượng ở chợ có khắc tên Antiochos X đã được phát hiện có niên đại là năm 92 TCN và điều này có thể thể mâu thuẫn với con số 220 SE (93/92 TCN) mà Newells đưa ra. Mặt khác, vào năm 221 SE (92/91 TCN), thành phố Antiochia đã phát hành đồng tiền dân sự không hề nhắc đến nhà vua. Hoover ghi chú rằng đồng tiền dân sự đề cập đến Antiochia như là một "đô thị" chứ không phải là "tự trị". Điều này có thể được giải thích như một phần thưởng từ Antiochos X ban tặng cho thành phố vì đã hỗ trợ ông trong cuộc chiến chống lại người anh em họ của mình.
Vào năm 2007, bằng cách sử dụng một phương pháp dựa trên ước tính tỷ lệ khuôn rập tiền được phát hành trung bình hàng năm (công thức Esty), Hoover đã đề xuất năm 224 SE (89/88 TCN) là năm kết thúc của triều đại Antiochos X. Tuy nhiên sang đến năm 2011, Hoover lại lưu ý rằng con số mà ông đã đưa ra thật khó chấp nhận vì trong giai đoạn thứ hai của triều đại Antiochos X, chỉ có một hoặc hai khuôn rập được sử dụng trong năm, quá ít so với tỷ lệ trung bình của các vua nhà Seleukos khác để có thể chứng minh đây là một triều đại dài. Hoover sau đó lưu ý rằng dường như có một số dấu hiệu cho thấy đồng tiền của triều đại thứ hai của Antiochos X được phát hành ở kinh đô, cùng như các đồng tiền do Antiochos XI và Demetrios III, đều được Philippos I thu hồi và cho đúc lại cuối khi ông này chiếm được Antiochia k. năm 87 TCN. Điều này giải thích vì sao tiền của những vị vua trên rất hiếm gặp. Tuy nhiên Hoover cũng thừa nhận rằng cách suy luận của ông khá "rắc rối". Sử gia Marek Jan Olbrycht coi những con số và lập luận mà Hoover đưa ra đều quá suy diễn, vì chúng mâu thuẫn với các nguồn thư tịch cổ.

### Nguyên nhân cái chết
Các nguồn thư tích cổ đều có những cách giải thích về cái chết của Antiochos X khác nhau. Các sử gia cổ đại chính cung cấp có ghi chép về hồi kết của ông là Iosephus, Appianos, Eusebius và Thánh Giêrônimô:
Theo ghi chép của Iosephus: "Khi ông đến trợ giúp Laodike, nữ vương của người Gileadites, khi bà ấy đang gây chiến với người Parthia, ông đã chiến đấu dũng cảm, [nhưng cuối cùng] ông đã ngã xuống." Người Parthia có thể đã liên minh với Philippos I. Người dân của Laodike là ai, địa điểm của họ và bản thân Laodike là ai đều khó có thể xác định vì các bản thảo của các tác phẩm của Iosephus còn sót lại ngày nay đều đưa ra các cái tên khác nhau cho tộc người này. Gileadites là một tên gọi cũ hơn được dựa trên bản thảo Codex Leidensis (Lugdunensis) của Iosephus, nhưng tên gọi Samean lại được các học giả đồng thuận dựa trên bản thảo Codex Palatinus (Vaticanus) Graecus.
- Dựa trên ghi chép về người Gileadites: Theo quan điểm của Bouché-Leclercq thì đất nước Syria bị phân chia giữa Antiochos X và những người anh em họ của ông đã cám dỗ Mithridates II của Parthia đưa quân xâm lược. Bouché-Leclercq đồng thuận với nhà sử học Alfred von Gutschmid và đã xác định nữ hoàng bí ẩn là người chị em họ họ của Antiochos X, Laodike VII Thea, con gái của Antiochos VIII và là vợ của Mithridates I Kallinikos, vua của Commagene và cho rằng Laodike nay đã chuyển đến sống ở Samosata.[84][85] Bouché-Leclercq đưa ra giả thuyết rằng Antiochos X không phải đã đưa quân đến để giúp em gái của kẻ thù mình mà thực chất là để ngăn chặn người Parthia trước khi họ đến biên giới của lãnh thổ mình.[84] Nhà sử học Adolf Kuhn cho rằng việc Antiochos X sẽ hỗ trợ con gái của Antiochos VIII có vẻ không hợp lý và ông nghi nghờ việc nhận dạng Laodike ở trên với Laodike là hoàng hậu của Commagene.[ghi chú 10][87] Còn Ehling thì đã cố gằng giải thích việc Antiochos X giúp đỡ Laodike và cho rằng vị nữ vương/hoàng hậu này thực chất là con gái của Antiochos IX và là em gái của Antiochos X.[53]
- Dựa trên ghi chép về người Samean: nhà sử học Josef Dobiáš [cs] đã coi Laodike là nữ vương của một bộ lạc du mục dựa trên sự tương đồng giữa tên gọi Samean trong Codex Palatinus (Vaticanus) Graecus với Samènes, một tộc người được nhà địa lý học thế kỷ VI Stephanos của Đông La Mã đề cập đến như là một bộ lạc du mục Ả Rập. Nếu như lập luận này là đúng sẽ giải quyết mọi nghi vấn về việc Laodike này có phải là vương hậu của Commagene hay không và chấm dứt cuộc tranh luận về vị trí chính xác của tộc người này. Bản chất của người du mục luôn sống du canh du cư khiến cho việc xác định chính xác nơi diễn ra cuộc chiến là điều bất khả thi. Dobiáš cho rằng Antiochos X thức tế là người muốn nắm thế chủ động, ông không chỉ đơn thuần cố gắng bảo vệ biên giới lãnh thổ mà còn tích cực xua quân tấn công người Parthia.[88]

Theo ghi chép của Appianos: Antiochos X đã bị Tigranes II của Armenia đánh đuổi và phải chạy khỏi Syria. Appianos còn tặng cho Tigranes II mười bốn năm cai trị Syria và kết thúc năm 69 TCN. Năm đó chứng kiến sự rút lui của nhà vua Armenia ông đang vướng vào một cuộc chiến với người La Mã. Theo Appianos thì ta có thể suy luận rằng cuộc xâm lược Syria của Tigranes có lẽ đã diễn ra vào năm 83 TCN. Bellinger đã bỏ qua ghi chép này vì cho rằng Appianos đã nhầm lẫn Antiochos X với con trai Antiochos XIII. Adolf Kuhn loại trừ khả năng Appianos đã nhầm lẫn giữa cha và con vì Appianos có đề cập đến ngoại hiệu Eusebes khi đề cập đến số phận của Antiochos X. Theo quan điểm của Kuhn thì Antiochos X đã rút lui về Cilicia sau khi thất bại dưới tay Tigranes II. Các con của ông đã cai trị vùng đất đó sau khi ông và được ghi nhận là đã đến thăm Roma vào năm 73 TCN. Tuy nhiên, những bằng chứng thông qua những nghiên cứu về tiền cổ đã xác minh Demetrios III mới là người đã kiểm soát Cilicia sau khi Antiochos X thất thế và ở Tarsus vào khoảng năm 225 SE (88/87 TCN), người ta đã cho đúc tiền nhân danh ông. Nhà Ai Cập học Christopher J. Bennett cho rằng có thể Antiochos X đã rút lui về Ptolemais sau khi thua trận trước Tigranes kể từ khi nó trở thành căn cứ của vợ ông. Trong những ghi chép của mình, Appianos đã không đề cập đến triều đại của Demetrios III và Philippos I tại kinh đô Antiochia trước khi Tigranes II xâm lược. Theo Hoover, việc Appianos đã bỏ qua không nhắc đến các vị vua giữa triều đại Antiochos X và Tigranes II có thể giải thích tại sao ông ta lại nhầm Antiochos XIII, người được biết là phải chạy trốn trước vua Armenia, với cha ông, người cũng chính là Antiochos X.
Theo ghi chép của Eusebius và những người khác: Eusebius đã dựa trên tư liệu của sử gia thế kỷ III Porphyry để khẳng định rằng Antiochos X đã bị Philippos I đuổi khỏi Antiochia vào năm 220 SE (93/92 TCN) và phải sống lưu vong trên đất Parthia. Khi người La Mã xâm lược Syria vào năm 64 TCN, Antiochos III đã về Syria và đầu hàng Pompey với hy vọng sẽ được phục hồi ngai vị. Tuy nhiên dân chúng Antiochia đã trả tiền cho vị tướng La Mã để tránh phục vị cho gia tộc Seleukos. Antiochos X đã được dân chúng Alexandria mời đến để làm vua Ai Cập cùng với con gái của Ptolemaios XII nhưng ông đã đổ bệnh và mất ít lâu sau đó. Tuy nhiên những ghi chép của Eusebius đã khiến nhiều học giả như Hoover và Bellinger nghi ngờ về sự chính xác. Câu chuyện được kể bởi Eusebius chứa đựng những thực sự không chính xác. Ví dụ như khi ông viết rằng trong cùng năm đó, Antiochos X sau khi bị Philippos I đánh bại đã đầu hàng Pompey, trong khi Philippos I bị thống đốc Syria Aulus Gabinius bắt giữ vào cùng thời điểm. Tuy nhiên, Pompey chỉ đến Syria vào năm 64 TCN và rời khỏi đó vào năm 62 TCN. Aulus Gabinius được bổ nhiệm làm thống đốc Syria vào năm 57 TCN. Ngoài ra, phần ghi chép Eusebius liên quan đến việc Antiochos X đầu hàng Pompey lại có những nét giống với số phận của Antiochos XIII. Tác giả có lẽ đang nhầm lẫn giữa hai cha con. Sử gia Justinus thế kỷ II, viết dựa trên tác phẩm của nhà sử gia thế kỷ I TCN Trogus, cũng đã nhầm lẫn giữa hai cha con khi ông viết rằng Antiochos X được tướng La Mã Lucullus dựng làm vua sau khi ông này đánh bại Tigranes II năm 69 TCN.

## Kế thừa

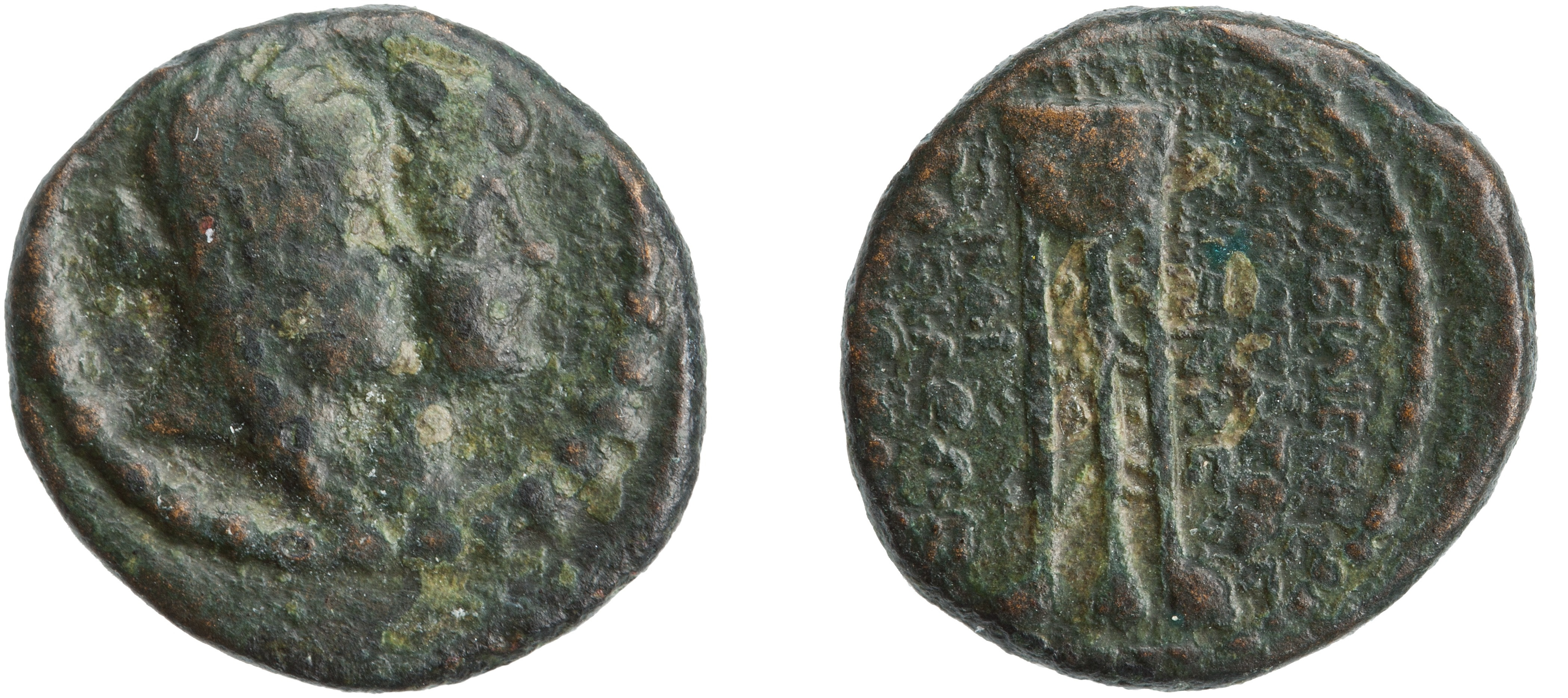
Đồng tiền khắc chân dung kép khắc chân dun của Cleopatra Selene và con trai là Antiochos XIII từ bộ sưu tập của Seyrig.

Bằng chứng từ những nghiên cứu về tiền cổ cho thấy Demetrios III đã nối nghiệp Antiochos X ở Antiochia. Lời khẳng định rằng Antiochos X đã bị Philippos I đuổi khỏi kinh đô vào năm 220 SE (93/92 TCN) của Eusebius đã gây mâu thuẫn với những đồng tiền khắc chân dung và tên của Demetrios III, một người không hề được Eusebius nhắc đến. Tất cả những suy luận cho rằng Philippos I đã kiểm soát Antiochia trước khi Demetrios III qua đời đều có thể bị bác bỏ. Ngoài các bằng chứng về tiền, không có nguồn tư liệu cổ xưa nào nói rằng Demetrios III phải tốn công chiếm lại thành phố từ tay Philippos I.
Vào năm 1949, một đồng xu kép khắc hình Cleopatra Selene và Antiochos XIII từ bộ sưu tập của nhà khảo cổ học người Pháp Henri Arnold Seyrig đã được sử gia Alfred Bellinger xác định là có niên đại vào năm 92 TCN và được phát hành ở Antiochia. Dựa trên phán đoán của Bellinger, một số sử gia ngày nay như Ehling đã cho rằng Cleopatra Selena đã có một thời gian nắm quyền không lâu giữa cái chết của chồng và sự xuất hiện của người kế vị. Chính bản thân Bellinger cũng nghi ngờ về phán đoán của mình và vào năm 1952 đã cho rằng Cilicia mới là nơi đồng tiền xu này được phát hành chứ không phải Antiochia. Nhiều học giả thế kỷ XXI đã xác định là đồng tiền này có niên đại vào khoảng năm 82 TCN.

### Trích dẫn
1. ↑  Biers 1992, tr. 13.
2. ↑  Marciak 2017, tr. 8.
3. ↑  Goodman 2005, tr. 37.
4. ↑  Kelly 2016, tr. 82.
5. ↑  Wright 2005, tr. 76.
6. ↑  Kosmin 2014, tr. 23.
7. 1 2  Grainger 1997, tr. 32.
8. ↑  Grainger 1997, tr. 33.
9. ↑  Tinsley 2006, tr. 179.
10. 1 2  Bouché-Leclercq 1913, tr. 418.
11. ↑  Whitehorne 2002, tr. 165.
12. ↑  Malalas 1940, tr. 19.
13. ↑  Scott 2017, tr. 76.
14. ↑  Ogden 1999, tr. 156.
15. ↑  Bouché-Leclercq 1913, tr. 641, 643, 416.
16. ↑  Bennett 2002a, tr. note 4.
17. ↑  Bennett 2002, tr. note 14.
18. 1 2  Hallo 1996, tr. 142.
19. ↑  Taylor 2013, tr. 163.
20. ↑  Downey 2015, tr. 68.
21. ↑  Liddell, Henry George; Scott, Robert. "ἀντί". A Greek-English Lexicon (bằng tiếng Anh). Perseus Digital Library. Truy cập ngày 12 tháng 5 năm 2020.
22. ↑  Liddell, Henry George; Scott, Robert. "ἔχω". A Greek-English Lexicon (bằng tiếng Anh). Perseus Digital Library. Truy cập ngày 12 tháng 5 năm 2020.
23. ↑  "Antiochus". name doctor. Truy cập ngày 12 tháng 5 năm 2020.
24. ↑  Ross 1968, tr. 47.
25. ↑  Everett-Heath 2017, ANT.
26. 1 2 3  Josephus 1833, tr. 421.
27. 1 2  Dumitru 2016, tr. 262.
28. ↑  Bellinger 1949, tr. 74.
29. ↑  Wright 2011, tr. 46.
30. ↑  McGing 2010, tr. 247.
31. ↑  Green 1990, tr. 552.
32. ↑  Leake 1854, tr. 36.
33. 1 2 3  Appian 1899, tr. 324.
34. 1 2 3 4  Dumitru 2016, tr. 264.
35. 1 2  Whitehorne 2002, tr. 168.
36. ↑  Levenson & Martin 2009, tr. 334.
37. 1 2  Lorber & Iossif 2009, tr. 102.
38. 1 2  Houghton 1989, tr. 97.
39. ↑  Eusebius 1875, tr. 259.
40. ↑  Lorber & Iossif 2009, tr. 112.
41. 1 2  Lorber & Iossif 2009, tr. 103.
42. ↑  Houghton, Lorber & Hoover 2008, tr. 573.
43. ↑  Ehling 2008, tr. 239.
44. ↑  Sayar, Siewert & Taeuber 1994, tr. 127, 128.
45. ↑  Von Aulock 1963, tr. 233, 234.
46. 1 2  Rigsby 1996, tr. 471.
47. ↑  Mørkholm 1984, tr. 100.
48. ↑  Murray 1991, tr. 54.
49. 1 2  Spaer 1984, tr. 230.
50. ↑  Downey 2015, tr. 132.
51. ↑  Sartre 2003, tr. 295.
52. ↑  Ehling 2008, tr. 239, 241.
53. 1 2  Ehling 2008, tr. 241.
54. 1 2 3 4 5 6 7  Hoover 2007, tr. 290.
55. ↑  Atkinson 2016, tr. 127.
56. 1 2  Dumitru 2016, tr. 268.
57. 1 2  Dumitru 2016, tr. 269, 270.
58. ↑  Dumitru 2016, tr. 270.
59. 1 2 3  Dumitru 2016, tr. 269.
60. 1 2 3 4  Dumitru 2016, tr. 267.
61. ↑  Houghton, Lorber & Hoover 2008, tr. 618.
62. ↑  Kritt 2002, tr. 25.
63. 1 2  Hoover 2005, tr. 95.
64. 1 2  Kritt 2002, tr. 27.
65. 1 2  Kritt 2002, tr. 28.
66. ↑  Llewellyn Jones 2013, tr. 1573.
67. ↑  Burgess 2004, tr. 20.
68. 1 2 3 4 5  Kritt 2002, tr. 26.
69. 1 2 3  Dumitru 2016, tr. 265.
70. ↑  Kritt 2002, tr. 26, 27.
71. 1 2  Schürer 1973, tr. 135.
72. ↑  Dumitru 2016, tr. 266, 267.
73. ↑  Hoover 2007, tr. 282–284.
74. 1 2 3  Hoover 2007, tr. 294.
75. ↑  Hoover 2011, tr. 259.
76. ↑  Hoover 2011, tr. 259–262.
77. ↑  Hoover 2011, tr. 265.
78. ↑  Olbrycht 2009, tr. 181.
79. ↑  Hoover 2007, tr. 290–292.
80. ↑  Wright 2012, tr. 12.
81. ↑  Sievers 1986, tr. 134.
82. ↑  Dumitru 2016, tr. 264, 266.
83. 1 2  Olbrycht 2009, tr. 166.
84. 1 2  Bouché-Leclercq 1913, tr. 421.
85. 1 2  Von Gutschmid 1888, tr. 80.
86. ↑  Dobiáš 1931, tr. 222–223.
87. 1 2 3  Kuhn 1891, tr. 36.
88. 1 2  Dobiáš 1931, tr. 223.
89. 1 2 3  Sayar, Siewert & Taeuber 1994, tr. 128.
90. ↑  Hoover 2007, tr. 297.
91. ↑  Brennan 2000, tr. 410.
92. 1 2 3 4  Bellinger 1949, tr. 75.
93. ↑  Lorber & Iossif 2009, tr. 103, 104.
94. ↑  Bennett 2002a, tr. note 31.
95. 1 2  Hoover 2007, tr. 291.
96. ↑  Rogers 1919, tr. 32.
97. ↑  Houghton, Lorber & Hoover 2008, tr. 565.
98. ↑  Eusebius 1875, tr. 261.
99. ↑  Houghton, Lorber & Hoover 2008, tr. 566.
100. ↑  Burns 2007, tr. 46.
101. ↑  Downey 2015, tr. 148.
102. ↑  Hoover 2007, tr. 292.
103. ↑  Hoover 2007, tr. 295.
104. 1 2  Dumitru 2016, tr. 266.